# Светлый Дол
Све́тлый Дол — село в Белозерском районе Курганской области. Административный центр Светлодольского сельсовета.

## История
Возникло в 1930 году как центральная усадьба вновь созданного зерносовхоза «Белозерский».

## Население
| 1989 | 2002 | 2010 |
| ---- | ---- | ---- |
| 1048 | ↘871 | ↘722 |